# سيد تيت
سيد تيت (بالإنجليزية: Syd Tate)‏ هو لاعب كرة قدم أسترالية أسترالي، ولد في 13 فبراير 1925، وتوفي في 15 مايو 2015 في Hamlyn Heights, Victoria ‏ في أستراليا.

## وصلات خارجية
- سيد تيت على موقع AustralianFootball.com (الإنجليزية)
- سيد تيت على موقع AFLtables.com (الإنجليزية)